# Nullius dioecesis
La locution latine nullius dioecesis ou nullius diœcesis, souvent abrégée en nullius, est traduite en droit canonique français par [abbaye] de nul diocèse et signifie « [abbaye ne relevant] d’aucun diocèse ».
Le régime en est défini par le canon 370 : « La prélature territoriale ou l’abbaye territoriale est une portion déterminée du peuple de Dieu, territorialement circonscrite, dont la charge, à cause de circonstances spéciales, est confiée à un prélat ou à un abbé qui la gouverne comme son pasteur propre, à l’instar de l’Évêque diocésain. »
Il s’agit de deux cas différents : 
- la prélature territoriale, qui n'est pas attachée à un établissement de religieux : par exemple la Mission de France à Pontigny ;
- l'abbaye territoriale, en très nette diminution depuis un siècle ou deux : il n’en reste plus que 11 dans le monde.

C’est un droit accordé dans certains cas, comme à Seborga jusqu’en 1946, et qui justifie par là sa non-appartenance à la République italienne, ou comme à Monaco jusqu’à ce qu’elle devienne diocèse (l'archidiocèse de Monaco).
Les abbés qui jouissaient d'une partie seulement des prérogatives des évêques sur un territoire donné, tout en restant parfois soumis à l'autorité d'un évêque, étaient investis quant à eux d'une juridiction quasi-épiscopale.

## Sources
- Pierre Louis Goyhenèche, « Article V, Des évêques coadjuteurs et des prélats inférieurs », dans Cours élémentaire de droit canonique, Tolra et Haton, 1865 (lire en ligne).